# FM Static
FM Static fue un dúo cristiano canadiense punk rock con sede en Toronto, Ontario. La banda se formó en 2003 como un proyecto paralelo para Thousand Foot Krutch. Los miembros anteriores son Trevor McNevan y Steve Augustine. La alineación original incluyó a John Bunner en la guitarra ya Justin Smith en el bajo. A partir de 2013, la banda ha lanzado cuatro álbumes de estudio, más recientemente My Brain Says Stop, But My Heart Says Go! (2011).

## Historia
Su primer álbum What Are You Wait For? fue producido por Aaron Sprinkle, quien también produjo el álbum Phenomenon de Thousand Foot Krutch. El álbum incluyó los sencillos "Definitely Maybe", "Something to Believe In" y "Crazy Mary". FM Static realizó una gira de 2003 a 2005; John Bunner se retiró rápidamente después de tocar algunos programas y Justin pidió a su hermano Jeremy que los llenara.